# Aloe zombitsiensis
Aloe zombitsiensis é uma espécie de liliopsida do gênero Aloe, pertencente à família Asphodelaceae.